# نشانی از شر
نشانی از شر (به انگلیسی: Touch of Evil) یکی از آخرین فیلمهای دوره ژانر نوآر کلاسیک (از اوایل دهه ۱۹۴۰ تا اواخر دهه ۱۹۵۰) می‌باشد که در دهه ۵۰ ساخته شده‌است. ولز علاوه بر کارگردانی در فیلم نقش یک مأمور پلیس فاسد را هم بازی می‌کند.

## خلاصه داستان
پیمانکار ساختمانی به نام رادلف لینکر همراه با رقاصه‌ای در انفجار خودرو در مرز مکزیک و آمریکا کشته می‌شوند.
هنک کویینلان (اورسن ولز) از طرف پلیس آمریکا و مایک وارگاس (چارلتون هستون) از طرف پلیس مکزیک مسئول رسیدگی به پرونده می‌شوند...